# (152) Atala
(152) Atala es un asteroide que forma parte del cinturón de asteroides y fue descubierto por Paul Pierre Henry el 2 de noviembre de 1875 desde el observatorio de París, Francia. Está nombrado por Atala, personaje principal de la novela Atala del escritor francés François-René de Chateaubriand (1768-1848).

## Características orbitales
Atala está situado a una distancia media del Sol de 3,139 ua, pudiendo alejarse hasta 3,38 ua y acercarse hasta 2,898 ua. Su inclinación orbital es 12,11° y la excentricidad 0,07674. Emplea en completar una órbita alrededor del Sol 2032 días.